# Decsi István (református lelkész)
Baranyai Decsi István (? – Nagyvárad, 1631. június 15.) református lelkész, költő.

## Élete
Baranya megyéből származott, Decsi Gáspár tolnai pap fia és Baranyai Decsi János testvére volt. 1589-ben senior és segédtanár volt; 1597. március 19-étől a wittenbergi egyetemen, 1597. szeptember 15-étől a heidelbergin tanult. 1599. október 24-én debreceni tanárnak választották; 1600. november 25-én jelen volt a tasnádi zsinaton; 1601. február 1. után Nagybányára vitetett papnak. 1602. június 2-án nőül vette Hodászi Lukács debreceni pap leányát Katalint; (menyegzőjére üdvözlő verseket irtak barátai s tanítványai, melyek kinyomattak és egyetlen példányban a debreceni főiskola könyvtárában vannak). 1609 tavaszán Szatmáron lett pap, hol a városi jegyzőkönyv szerint: „számára házában tanuló asztalt, könyves thekákat, székeket és egy kis asztalt, melyről a tüzelő előtt ehessék, csináltatott a város, melyeket tartozik ott hagyni, ha bontakozódása történnék”. Szatmáron a református gimnáziumban tanított három évig. 1612 tavaszán Nagyváradra került. 1613. május 17-én már a bihari egyházkerület esperese volt és Bethlen Gábor fejedelem lelkésze lett. 1630. június 9-én jelen volt a debreceni zsinaton.

## Korabeli intrikák
Váradi lelkésszé való megválasztása sokáig szóbeszéd tárgya volt egyházi és társadalmi körökben egyaránt. Az volt a közvélemény, hogy a tisztet nem saját magának köszönhette, hanem felesége és Báthory Gábor közötti kapcsolat miatt juttatták neki. Keresztesi József egyháztörténeti feljegyzésében is nyoma maradt, neve említésekor, hogy „ennek feleségét szerette Báthory Gábor fejedelem". A történet valóságalapját alátámaszthatja, hogy a nagytermészetű Báthory Gábor fejedelemnek rövid pályafutása alatt több szerelmi ügye is volt.

## Munkái
De praedestinatione, respondente S. D. 7. et 14. Julii 1599. 30–33. l. (Davidis Parei collegiorum… theologicorum… decuria una. Heidelbergae, 1612. c. gyűjteményében.)
Egy Dialogus matris et filii c. 10 distichonból álló elegiacus költeménye van az 1597. aug. kiadott: Threnodiai in praematurum obitum… Filioli Clarissimi… Basilii Wendighi Szepsini… Witebergae, 1597. c. gyűjteményes munkában.